# امراس آل شمبا

تعديل مصدري - تعديل

امراس آل شمبا هي إحدى قرى عزلة  الوضيع بمديرية الوضيع التابعة لمحافظة أبين، بلغ تعداد سكانها 199 نسمة حسب تعداد اليمن لعام 2004.